# تروبويو
تروبويو (بالألبانية: Tropoja) هي بلدية في مقاطعة كوكس شمال ألبانيا، تقع بالقرب من الحدود مع كوسوفو.

## أعلام من المدينة
- سالي بيريشا، رئيس وزراء ألبانيا.

## روابط خارجية
- الموقع الرسمي